# Sandra Sánchezová
Sandra Sánchez Jaime (* 16. září 1981 Talavera de la Reina) je španělská karatistka, věnující se disciplíně kata. Připravuje se v Centro de Alto Rendimiento v Madridu a jejím trenérem je Jesús Del Moral.
Vystudovala tělovýchovu na Universidad de Castilla-La Mancha, pak žila v Austrálii a do španělské karatistické reprezentace se dostala až po třicítce. Je dvojnásobnou mistryní světa z let 2018 a 2021 a šestinásobnou mistryní Evropy (2015, 2016, 2017, 2018, 2019 a 2021). Při premiéře karate na letních olympijských hrách v Tokiu získala zlatou medaili po finálovém vítězství nad Japonkou Kiju Šimizuovou a stala se nejstarší španělskou olympijskou vítězkou v historii.
Je uvedena v Guinnessově knize rekordů jako nejúspěšnější účastnice Karate1 Premier League, kde získala 35 medailí, z toho 17 zlatých. Světová federace karate ji vyhlásila největší osobností v disciplíně kata žen všech dob. Vyhrála Evropské hry v letech 2015 a 2019 a Světové plážové hry 2019, na Světových hrách získala v roce 2017 stříbrnou medaili. V roce 2017 jí byla udělena cena Premios Nacionales del Deporte.